# 石井筆子
石井 筆子（いしい ふでこ、文久元年4月27日（1861年4月27日） - 昭和19年（1944年）1月24日）は、日本の教育者、社会福祉家。日本の近代女子教育者の一人であり、日本初の知的障害者福祉の創始者の一人である。男爵渡辺清の娘。別名・渡辺筆、小鹿島筆。滝乃川学園第2代学園長。

## 生涯
肥前国大村藩士の渡辺清・ゲンの長女として生まれる。父の清は弟の渡辺昇とともに明治維新の志士として中央で忙しく、筆子は故郷で祖母、母らと暮らした。1872年（明治5年）に上京し、大村藩邸に寄宿し、1873年（明治6年）に東京女学校に入学し、同級生に穂積歌子（渋沢栄一の長女）、鳩山春子（共立女子大学創立者の一人）がいた。1877年（明治10年）に同校が廃止されるが、同年、勝海舟邸にあったホイットニー家のバイブル塾に通った。クララ・ホイットニーと交遊し、外国文化やキリスト教と出会った。ホイットニー・バイブル塾では、勝家の人々を始め、チャニング・ウィリアムズ（立教大学創設者、日本聖公会初代主教）、クレメント T. ブランシェ（立教女学校校長、筆子洗礼時の教父）、ボアソナード（フランス法学者）と娘のルイーズ、後に帰国する津田梅子、山川捨松と出会い親交を深めた。クララは後に勝海舟三男の梶梅太郎と結婚している。
1879年（明治12年）に国賓として来日したグラント前アメリカ大統領と長崎アメリカ領事館で会見する。この時、グラント将軍は「遠い日本で若い日本人婦人と英語で話せて非常に嬉しい」と英語を流暢に話す筆子に感心してサイン入りの写真を贈った。
1880年に皇后（昭憲皇太后）の命により長岡護美オランダ公使の従者として渡欧し、オランダ、フランス、デンマークで2年間学んだ。
1884年に同郷の高級官吏・小鹿島果と結婚後、1885年に華族女学校が開校すると、津田梅子と共にの教師となり、筆子はフランス語科目の授業を受け持ち、梅子は英語科目を受け持った。当時の教え子にのちに貞明皇后となる九条節子がいた。華族女学校の開校の準備委員は大山捨松、下田歌子、校長は谷干城が務めた。
また、女子教育振興組織の「大日本婦人教育会」創設に関わり、貧困家庭の女子の自立を図るための職業教育を無料でおこなう大日本婦人教育会付属女紅女学校を開校した。鹿鳴館の舞踏会にもたびたび参加し、「鹿鳴館の華」と評判だった。
1886年に長女・幸子が生まれ、娘とともにチャニング・ウィリアムズ主教より洗礼を受ける。筆子の教母はクレメント T. ブランシェ、幸子の教母は津田梅子であった。1890年に二女・恵子が生まれるが早世し、1891年に三女・康子が誕生するも1898年に没した。生まれた3人の娘のうち2人は知的障害があり、あとの1人は虚弱で出産後ほどなく死亡した。さらに1892年に夫が病死してしまう。
1893年（明治26年）に聖公会のミッションスクールである静修女学校の校長に就任し、女子教育者として活躍していく。後に夫となる石井亮一も講師として筆子を助けた。
1898年（明治31年）、米国デンバーで開かれた「万国婦人倶楽部」（en:General Federation of Women's Clubs）の大会に津田梅子とともに出席し、3000人の聴衆を前に英語で講演した。同年、石井亮一も2度目の渡米をして、現地で筆子と合流し、アメリカに帰国していた立教女学校初代校長を務めたブランシェ師の教会で結婚の約束をする。娘を石井亮一が主宰する滝乃川学園に預けていた経緯から、学園に経済的・精神的な援助を惜しまなかったが、その過程で園長の亮一の人間性に惹かれていった。
1899年（明治32年）に華族女学校を退職する。また、静修女学校の校長も退任した。1902年（明治35年）に静修女学校の校舎、生徒を津田梅子の「女子英学塾」（現・津田塾大学）に譲渡する。
1903年（明治36年）に石井亮一と再婚し、知的障害者の保護・教育・自立に献身した。当時の世情は富国強兵の政策もあって、生産能力に欠ける存在とされていた知的障害への理解ははなはだ乏しく、座敷牢で一生涯を送る者も少なくなかった。筆子は実際に教育現場に立つ一方、華族出身であったことを生かし、皇族、華族、財界人からの支援を受けることに成功し、滝乃川学園の発展に貢献した。
晩年には脳出血で半身不随となり、さらに学園維持のための莫大な借金を抱えたまま夫に先立たれる。学園の閉鎖も検討するが、学園の維持こそ夫の遺志を継ぐことと奮起し、1937年10月16日、76歳の高齢で第2代学園長に就任する。しかし第二次大戦中であり、生徒や教職員の戦死など困難の続く中、学園の将来を案じつつ83歳で死去した。墓所は多磨霊園（8区2種13側1番）。
学園は戦争を乗り切り、社会福祉法人・滝乃川学園として維持され現在に至っている。

## 人物
明治政府のお雇い外国人のドイツ人医師エルヴィン・フォン・ベルツは、明治22年（1889年）3月に外務次官青木邸で催された宴会で、袴姿の筆子を見かけ、「日本の一女性の出現によりすっかり魅了されたが、それは小鹿島夫人で、自分がこれまでに出会った最も魅力ある女性の一人だ。夫人は達者に英語、フランス語、オランダ語を話し、敢えて日本の袴を洋装に利用する勇気があった」と日記に記している。
教え子の貞明皇后は、華族女学校時代の恩師石井筆子と、その夫石井亮一が経営する滝乃川学園（日本最初の知的障害者施設）を物心両面から支援し、それは生涯にわたって続いた。1921年（大正10年）に、滝乃川学園が園児の失火から火災を起こして施設が焼失し、園児にも死者が出たことから事業の継続を一時断念した石井夫妻に内旨と下賜金を贈り、再起を促したのも皇后の尽力であった。そのため、学園では創立者の石井亮一・筆子夫妻、理事長の渋沢栄一に加え、貞明皇后を「学園中興の母」として語り継ぎ、今なお崇敬している。

## 家族
- 父・渡辺清は幕末から明治維新期の志士で、明治政府では福岡県令や元老院議官などの要職を歴任し、男爵に叙せられた。
- 母・ゲン（1881年没）は大村藩士松田宣徳の次女。兄の松田宣風は戊辰戦争では大村藩の軍監として東北を転戦し、渡辺清・昇兄弟も従った[13]。
- 叔父・渡辺昇も同じく志士で、坂本龍馬と親交を持ち、薩長同盟の周旋をした功労者である。子爵。子に渡辺七郎、渡辺八郎（秩父宮家御用掛）。
- 弟・環（1863年生）
- 妹・文子（1872年生）は海軍少将関重忠の妻となり、子に関重広。重広の妻は石井亮一の姪。
- 義弟（清の養子）渡辺汀は清の家督を継ぎ、筆子の長女幸子も引き取った[14]。筆子の後を受けて滝乃川学園の学園長を引き継いだ。
- 前夫の小鹿島果（おがしまはたす、1857年 - 1892年）は大村藩家老の養嫡子・小鹿島右衛門（1827－1893）の子で、農商務省官吏[15][16]。『日本食志』『日本災異志』の著書がある。1892年に35歳で病没。
- 二番目の夫の石井亮一は1894年に、筆子が校長を務める静修女学校の教員となり、のちの1903年にふたりは結婚した[10]。

## 著書
- 『火影』藤本鐡助、1920年11月。 NCID BA36334817。[17]
- 『自然界とおとぎばなし』東京堂書店、1924年12月。 NCID BA59487293。
- 『過にし日の旅行日記：明治三十一年米國に使せし折の顛末』澤田廣憲、1932年11月。 NCID BA49629201。

## 石井筆子に関する文献
単行本
- 石井亮一 著、城戶幡太郎 他 編『石井亮一全集』石井亮一全集刊行会、1940年。 NCID BN05894604。
- 五味百合子（編）「石井筆子」『社会事業に生きた女性たち：その生涯としごと』、ドメス出版、1983年。[18]
- 河尾豊司『石井筆子』日本聖公会聖マルコ教会、2000年。 NCID BA48968733。
- 眞杉章『天使のピアノ・石井筆子の生涯』ネット武蔵野、2000年12月。ISBN 9784944237029。OCLC 674579228。
- 津曲裕次『石井筆子』 49巻、青空社〈シリーズ福祉に生きる〉、2001年。
- 津曲裕次、一番ヶ瀬康子、河尾豊司 編『無名の人石井筆子・“近代”を問い歴史に埋もれた女性の生涯』ドメス出版、2004年3月。ISBN 9784810706185。OCLC 56824496。[19]
- 小田部雄次『華族家の女性たち』小学館、2007年。ISBN 9784093877107。
- 長崎女性史研究会（編）「石井筆子」『長崎の女たち』第2巻、長崎文献社、2007年8月、95-106頁、ISBN 9784888510950。
- 歴史教育者協議会（編）「芸術・学問・教育の世界を切り拓いて」『歴史を生きた女性たち』第2巻、汐文社、2010年3月、ISBN 9784811385518、NCID BB02393641。
- 井出孫六『いばら路を知りてささげし：石井筆子の二つの人生』岩波書店、2013年11月。ISBN 9784000259286。
- 津曲裕次『「石井筆子」読本：鳩が飛び立つ日—男女共同参画と特別支援教育・福祉の母』大空社、2016年3月。ISBN 9784283013254。 NCID BB21002479。
- 長島要一『明治の国際人・石井筆子：デンマーク女性ヨハンネ・ミュンターとの交流』新評論、2014年10月。ISBN 9784794809803。OCLC 891549392。[20]
- 「まんが　おおむら人物伝　石井筆子」制作委員会『まんが　おおむら人物伝　石井筆子』大村市文化・スポーツ振興財団、2019年1月。

紀要・資料集
- 津曲裕次「石井筆子先生の外国体験について」『淳化』第7号、滝乃川学園学園史研究会、1992年。
- 津曲裕次（著）、社会福祉学部、高知女子大学紀要編集委員会（編）「石井筆子の幼少期に関する研究ノート」『高知女子大学紀要』第48巻、高知女子大学、1999年3月、1-14頁、ISSN 1344-8277、OCLC 5172519942。[21]
- 津曲裕次（著）、社会福祉学部、高知女子大学紀要編集委員会（編）「石井筆子と1898(明治31)年万国婦人倶楽部大会」『高知女子大学紀要』第49巻、高知女子大学、2000年3月、1-8頁、ISSN 1344-8277、OCLC 5172519954。
- 津曲裕次（著）、社会福祉学部、高知女子大学紀要編集委員会（編）「石井筆子の1898(明治31)年訪米の研究 : シカゴからニューヨークへ」『高知女子大学紀要』第50巻、高知女子大学、2001年3月、47-54頁、ISSN 1344-8277。
- 津曲裕次「石井筆子研究 : 『大日本婦人教育会雑誌』との関わり」『純心人文研究』第11号、長崎純心大学、2005年、25-31頁、ISSN 13412027。
- 「石井筆子の生涯：近代を拓いた女性—いばら路を知りてささげし」、大村市・石井筆子顕彰事業実行委員会、2002年。
- 米田宏樹（著）、『東京社会福祉史研究』編集委員会 編（編）「映画評「無名の人＝石井筆子の生涯」と若干の考察：福祉史研究の今後」第1号、2007年5月。
- ラビューテイ編集室 編『石井筆子（ヒロインたちの記憶）：“小さき者”に愛を捧げた知的障害者教育の先駆者』2007年12月、オルビス〈La Beauty〉、2007年。
- 津曲裕次（著）、長崎純心大学大学院人間文化研究科（編）「滝乃川学園「石井記念文庫」の形成とその歴史的意義：欧文蔵書の分析を通して」『人間文化研究』第5巻、長崎純心大学、2007年3月1日、1-7頁。
- 大石さちこ（著）、共済組合連盟（編）「私の見てある記 鹿鳴館の名花石井筆子の生涯：障害児教育の先駆者」『共済新報』第52巻第4号、2011年4月、31-33頁、ISSN 13425234。
- 德永幸子（著）、健康生活学部、図書・学術活動委員会（編）「岩永マキと石井筆子の福祉実践の時代背景」『活水論文集』第56巻、活水女子大学、2013年3月、109-126頁、ISSN 18807720。
- 津曲裕次「津曲裕次教授 最終講義 石井筆子の三つの世界（長崎・日本・世界）：「施設史」研究からの見えてきたもの（津曲裕次教授 退任記念号）」『純心現代福祉研究 (Junshin journal of human services)』第20号、2016年、1-13頁、ISSN 13421506。

その他
- 外務省記録「亜米利加国婦人倶楽部連合会大会開設ニ付キ津田梅子外一名参列一件附英国ヘ応招ノ件」（1880年（明治13年）、1898年（明治31年））

## 登場作品
映画
- 『無名の人：石井筆子の生涯』（ピース・クリエイト有限会社、2006年、監督：宮崎信恵、神山繁（ナレーター）、吉永小百合（朗読）[22][23]
- 『筆子・その愛 -天使のピアノ-』（現代ぷろだくしょん、2007年、演：常盤貴子）[23]